# Malebo-tó
A Malebo-tó (korábbi nevén Stanley-tó, Malebo-medence, vagy a helyiek nyelvén, a gyarmati időkben Nkunda-tó) a Kongó alsó folyásának tószerű kiszélesedése. A tó szemközti partjain a két Kongó, a Kongói Köztársaság  és a Kongói Demokratikus Köztársaság fővárosai fekszenek. 

## Jellemzői

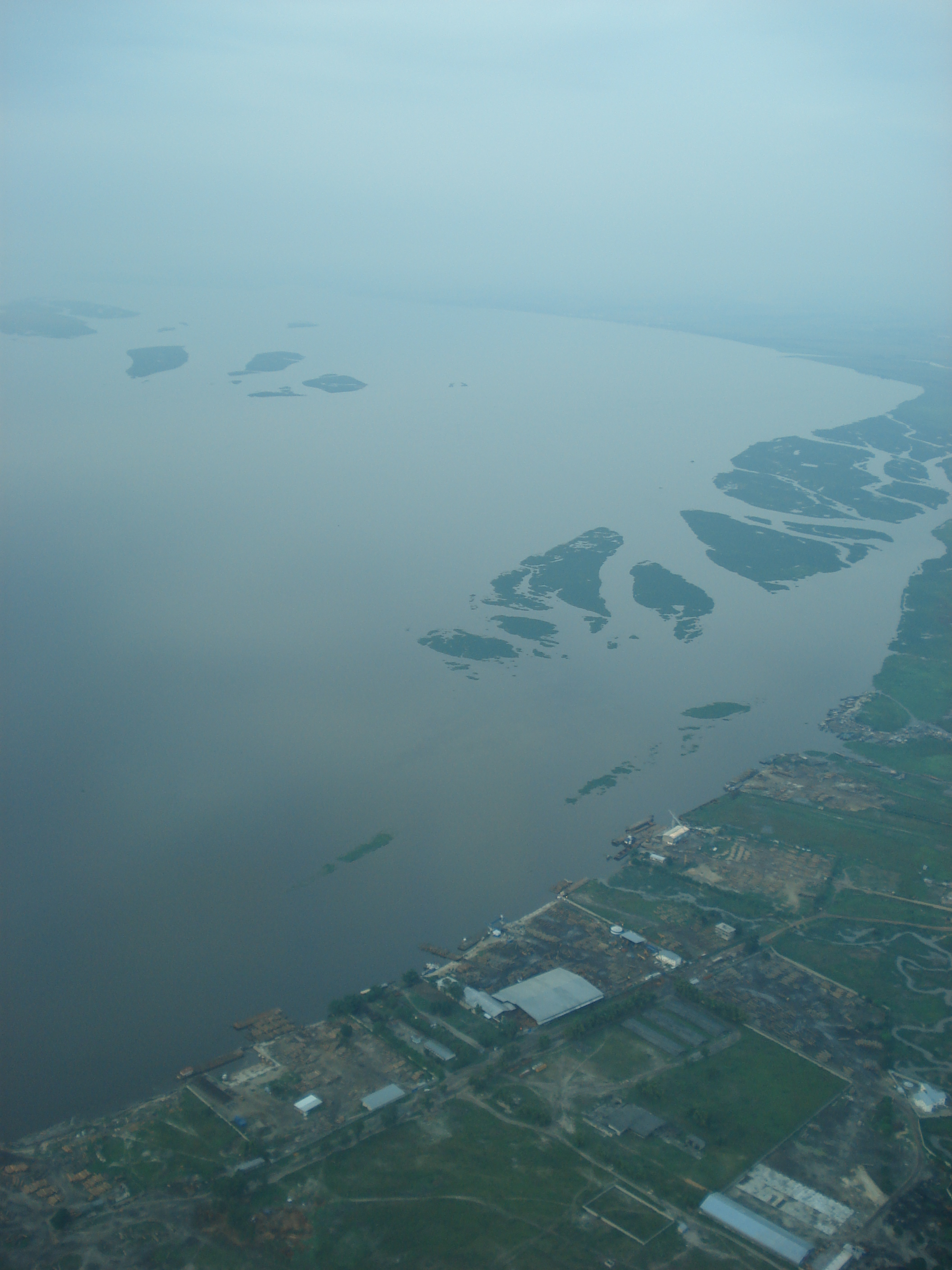
A Malebo-tó Kinshasa felett

A Malebo-tó nagyjából 35 km hosszúságú, 23 km széles, területe 500 km². Közepén a Bamu-sziget fekszik, mely a Kongói Köztársaság területére esik, területe 180 km². A tó sekély, mélysége 3-10 m, a víz szintkülönbsége az év folyamán akár 3 m-rel is változhat, a tó átlagos tengerszint feletti magassága 272 m.  
A Kongói Demokratikus Köztársaság fővárosa, Kinshasa és a Kongói Köztársaság fővárosa, Brazzaville a Malebo-tó szemközti oldalán fekszik, így ezek a világ két legközelebb fekvő fővárosai.
Henry Morton Stanley 1877. március 12-én érte el a Malebo-tavat, itt alapította meg 1882-ben a Leopoldville állomást, mely kereskedelmi központként és az expedíciók kiindulási pontjaként működött. Innen indult a később megépített, 366 km hosszúságú Matadi-Kinshasa vasút.

## Hajózás
A Malebo-tó a Kongó hajózható szakaszának kezdete. A folyó innen felfelé hajózható Mbandakáig, Kisanganiig és Banguiig. A tó alatti szakaszon a folyó több száz métert esik a Livingstone-vízesés zúgóin, mielőtt 300 km-es útja végén Bománál eléri az Atlanti-óceánt.